# Martin Forciniti
Martin Forciniti (geb. Wenning; * 1962 in Horstmar, Westfalen) ist ein deutscher Kirchenmusiker und Komponist.

## Leben
Forciniti studierte an der Hochschule für Musik Detmold und an der Robert Schumann Hochschule in Düsseldorf Kirchenmusik. Er absolvierte das A-Examen, das Konzertexamen sowie das Musiklehrerexamen. Zuerst wirkte er als Kantor in Steinfurt, danach bis Mai 2005 als Kantor in Niestetal bei Kassel. Außerdem war er an Rundfunk- und Fernsehaufnahmen, unter anderem bei BBC, ARD, WDR und HR, beteiligt. Er war Orgelsachverständiger der Evangelischen Kirche von Kurhessen-Waldeck bis Juli 2006. Weiterhin leitete er die Chöre Schola Cantorum Niestetaliensis, Singkreis Kassel-Rothenditmold und den Chor für Geistliche Musik Niestetal. Seit 2009 ist er Kantor am Kurhessischen Diakonissenhaus in Kassel. An der Universität Kassel hat er einen Lehrauftrag für das Fach Orgel.

## Kompositionen
2006/2007
- Drei neue geistliche Lieder für mittlere Stimme und Klavier und/oder Band, op. 11
- Der Kreuzweg - 14 Meditationen über die Kreuzwegstationen für große Orgel op. 12
- Arrangement des Soundtracks zum Film „Wie im Himmel“ für Klavier
- Fantasie über das Thema EwAlD für Klavier, op. 13
- Toccata festiva über das St. Gertrudis Lied „Du zartes Reis aus edlem Stamm“ für große Orgel, op. 14
- Horstmarer Orgelbüchlein (Orgelsätze zum Liedanhang der kath. Kirchengemeinde St. Gertrudis Horstmar)
- Messe für Chor SATB und Orgel, op. 15
- Noll-Tango für Singstimme und Klavier
- Noll-Couplet für Singstimme und Klavier
- 5 Toccaten für Orgel, op. 16 über Lieder des Evangelischen Gesangbuches (EG)
- Postludium über EG 594 (Der Himmel geht über allen auf)
- Liederzyklus „Abseits von Babylon“ für Baßbariton und Klavier nach Texten von Günter Harnisch, op. 17
- Toccata sur un style francais, op. 18
- 12 kleine Orgelmeditationen über Abendlieder, op. 19
- Fantasie über „Wachet auf, ruft uns die Stimme“ op. 20, für große Orgel
- Elmshagener Versetten, op. 21
- Beethoven-Apotheken-Couplet für mittlere Stimme und Klavier
- Kinderlieder (z. B. Wir bauen Burgen im Sand, Unser erster Schultag)
- Singspiele und Kindermusicals, Auswahl aus der Reihe „Die Maus Minimalis“:
- Die Maus Minimalis zeigt uns die Instrumente (Elementare Instrumentenkunde mit Begleitheft, Klangbeispielen und CD)
- Die Maus Minimalis erklärt uns, was „Segen“ ist, für Kinder im Vorschulalter
- Krippenspiel „Ein Kind wird heut’ geboren“, für Kinder im Grundschulalter
- Johannes-Passion op. 25 für Chor SATB, Vorsänger (Bariton), Orgel und Gemeinde ad libitum

## Tonträger
- Musik für Orgel und Horn in der Stiftskirche Kaufungen
- Romantische Reise durch Europa
- Deutsche Lieder aus Böhmen
- Vergessene Lieder (Luise Greger)